# Cleff’sche Mühle

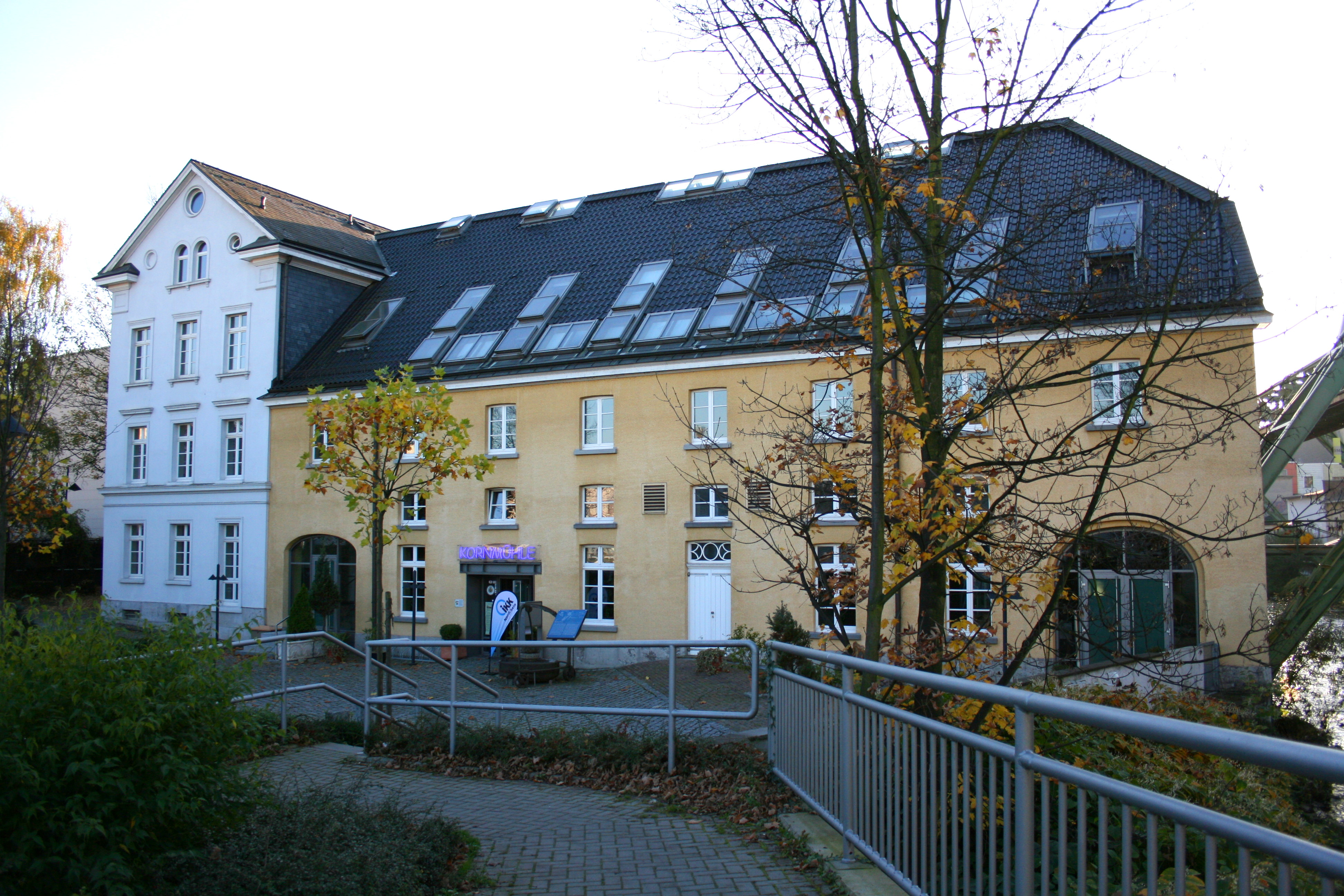
Die Ostseite des Gebäudeensemble

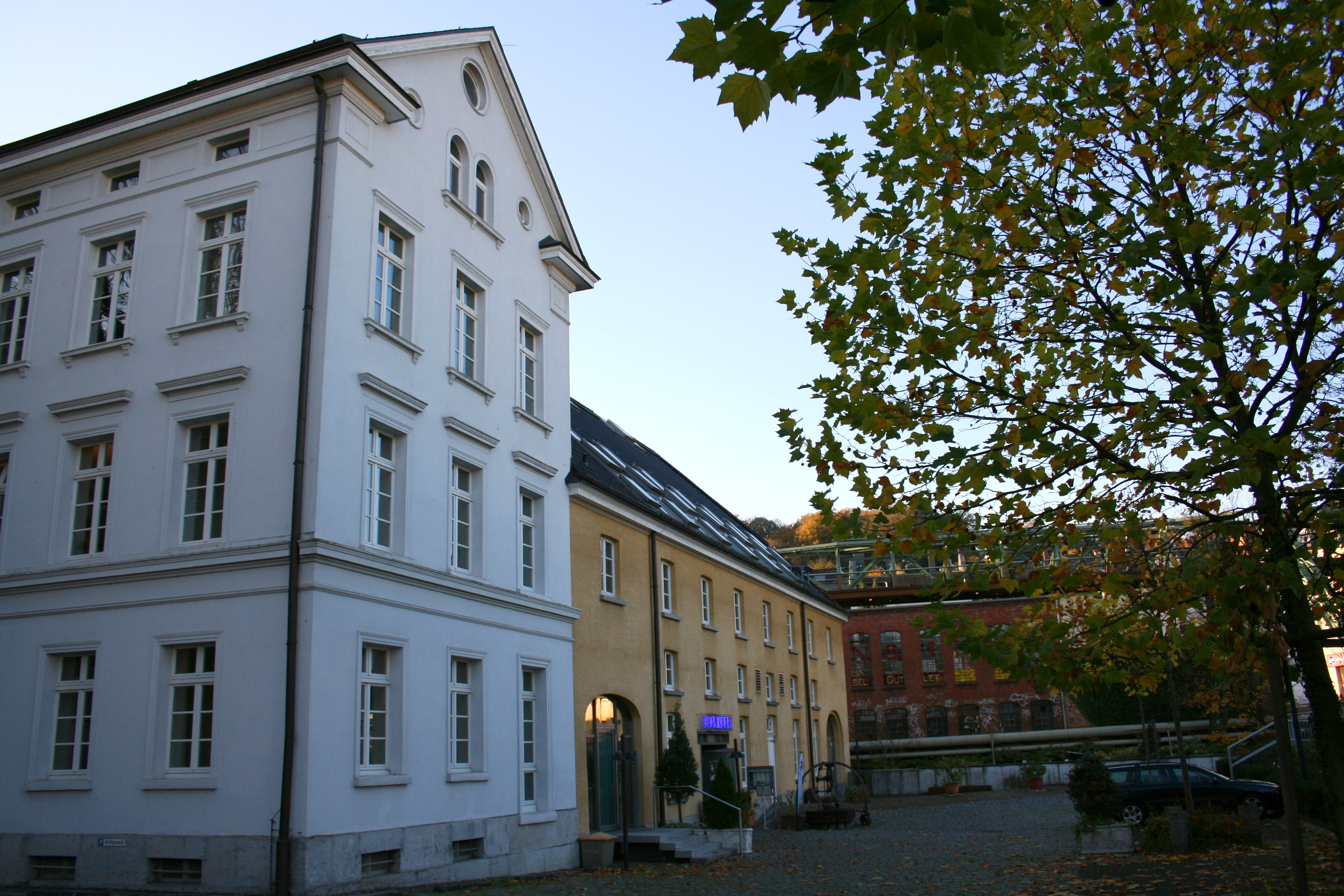
Der Blick nach Norden in Richtung Wupper

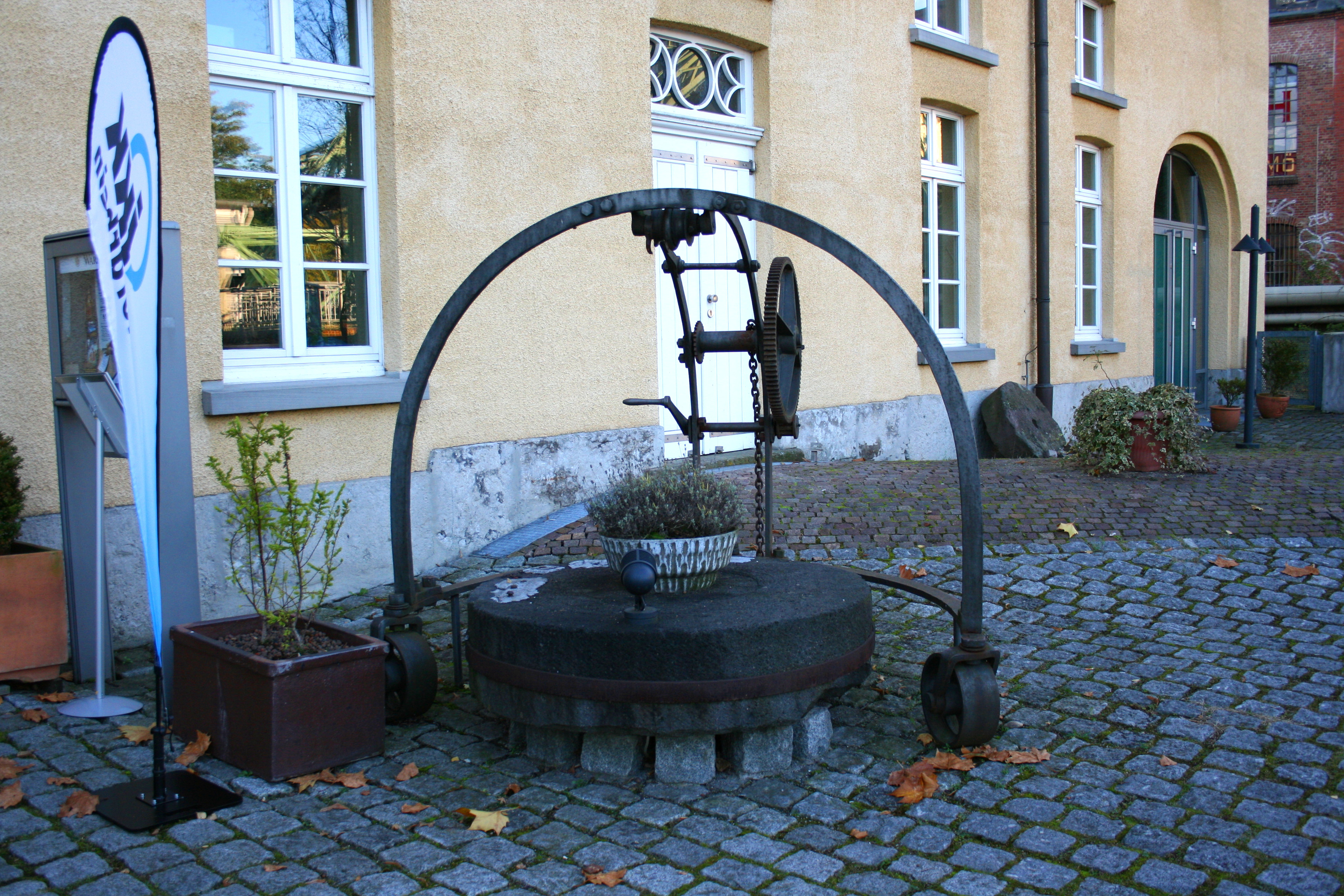
Einrichtung der ehemaligen Mühle

Die Cleff’sche Mühle (auch Mühle Warndtstraße oder Kornmühle) ist eine ehemalige Mühlenanlage im Wuppertaler Ortsteil Unterbarmen. Das Objekt Warndtstraße 7 als Mühlengebäude mit Wohnhaus einschließlich der historischen Einrichtung und des Mühlengrabens an der Wupper ist seit dem 1. September 1989 als Baudenkmal geschützt.
1843 bis 1846 (nach anderer Quelle: 1839–1840) errichtete der Müller Johann Peter Jakob Busch auf der Brögeler Grundfläche eine Frucht- bzw. Kornmühle. Bis in die 1830er Jahre wurden auf den Wiesen hier noch Garne gebleicht. Ein unterschlächtiges Schöpfrad wurde von den Garnbleichern genutzt, dieses befand sich in einem vorhandenen Mühlengraben. Dieser geht auf eine Mühle zurück, die erstmals 1682 erwähnt wurde.
Sie ging 1846 in den Besitz von Ferdinand Cleff über, der bis dahin eine Branntweinbrennerei betrieb. Seitdem trägt die Mühle den Namen Cleff’sche Mühle. Um 1875 entstand das angebaute dreigeschossige Wohngebäude. Getreide wurde bis in die 1920er Jahre gemahlen, danach wurde das Gebäude für verschiedene gewerbliche Zwecke genutzt. Bis 1933 war die Anlage des Wasserrades noch funktionsfähig. Es wurde aber nicht mehr benutzt, da das Wupperwehr beseitigt worden war. Versuche die Anlage 1945/47 wieder in Betrieb zu nehmen scheiterten.
Das verfallene Gebäude wurde 1987 von der Stadt Wuppertal erworben und 1997 nach dreijährigen Restaurierungsarbeiten wieder als Restaurant Kornmühle in Betrieb genommen.